# کارل آندرس
کارل اولریش ارنست پائول آندرس (به آلمانی: Carl Ulrich Ernst Paul Anders) (زاده ۳۱ اوت ۱۸۹۳ - مرگ ۲۸ ژانویه۱۹۷۲) یک ژنرال آلمانی در دوره رایش سوم و از ۸ سپتامبر ۱۹۴۴ تا ۹ دسامبر ۱۹۴۴ فرمانده لشکر ۱۶۸ پیاده‌نظام ورماخت و از ۸ ژانویه ۱۹۴۵ تا ۲۷ ژانویه ۱۹۴۵ فرمانده لشکر ۸۸ پیاده‌نظام ورماخت بود.
وی در روزهای پایانی جنگ جهانی دوم خود را تسلیم ارتش سرخ کرد. در دادگاهی در شوروی محاکمه و به جرم جنایت جنگی به زندان محکوم شد. وی در نهایت در ۱۹۵۵ از زندان آزاد شد.